# Ryszard Sierszulski
Ryszard Sierszulski (ur. 8 września 1935 w Podolinie) – polski siatkarz, siedmiokrotny mistrz Polski, reprezentant Polski. Brązowy medalista Letniej Uniwersjady (1959) i mistrzostw Europy (1967).

## Kariera sportowa
W siatkówkę zaczął grać w liceum w Kcyni. Z reprezentacją województwa bydgoskiego zajął trzecie miejsce w I Ogólnopolskiej Spartakiadzie Szkolnej w 1953. W 1954 rozpoczął studia na Akademii Wychowania Fizycznego w Warszawie i został zawodnikiem AZS-AWF Warszawa. Ze swoją drużyną sięgnął po mistrzostwo Polski w 1956, 1957, 1958 i 1959. Od 1959 występował w barwach Legii Warszawa, z którą zdobył mistrzostwo Polski w 1962, 1964 i 1967, wicemistrzostwo w 1963, 1965, 1966 oraz brązowy medal mistrzostw Polski w 1960, 1961 i 1968. W sezonie 1968/1969 grał w drużynie LZS Mazowsze. Następnie wyjechał do Francji, gdzie grał i pracował jako trener. Był też trenerem w Belgii.
W reprezentacji Polski debiutował 1 września 1957 w meczu akademickich mistrzostw świata z Libanem. Na turnieju tym wywalczył z drużyną srebrny medal. Wystąpił też m.in. na Letniej Uniwersjadzie w 1959 (3. miejsce), mistrzostwach świata w 1960 (4. miejsce), 1962 (6. miejsce) i 1966 (6. miejsce), mistrzostwach Europy w 1958 (6. miejsce), 1963 (6. miejsce) i 1967 (3. miejsce), oraz Pucharze Świata w 1965 (2. miejsce). Ostatni raz w biało-czerwonych barwach wystąpił 8 listopada 1967 w meczu mistrzostw Europy z NRD. Łącznie w reprezentacji wystąpił w 226 spotkaniach, w tym 194 oficjalnych.